# Bacerac
Bacerac är en ort i Mexiko.   Den ligger i kommunen Bacerac och delstaten Sonora, i den nordvästra delen av landet, 1 600 km nordväst om huvudstaden Mexico City. Bacerac ligger 1 040 meter över havet och antalet invånare är 1 346.
Terrängen runt Bacerac är varierad.  Trakten runt Bacerac är nära nog obefolkad, med mindre än två invånare per kvadratkilometer. Bacerac är det största samhället i trakten. Omgivningarna runt Bacerac är i huvudsak ett öppet busklandskap.